# Guyana-Totenkopfaffe

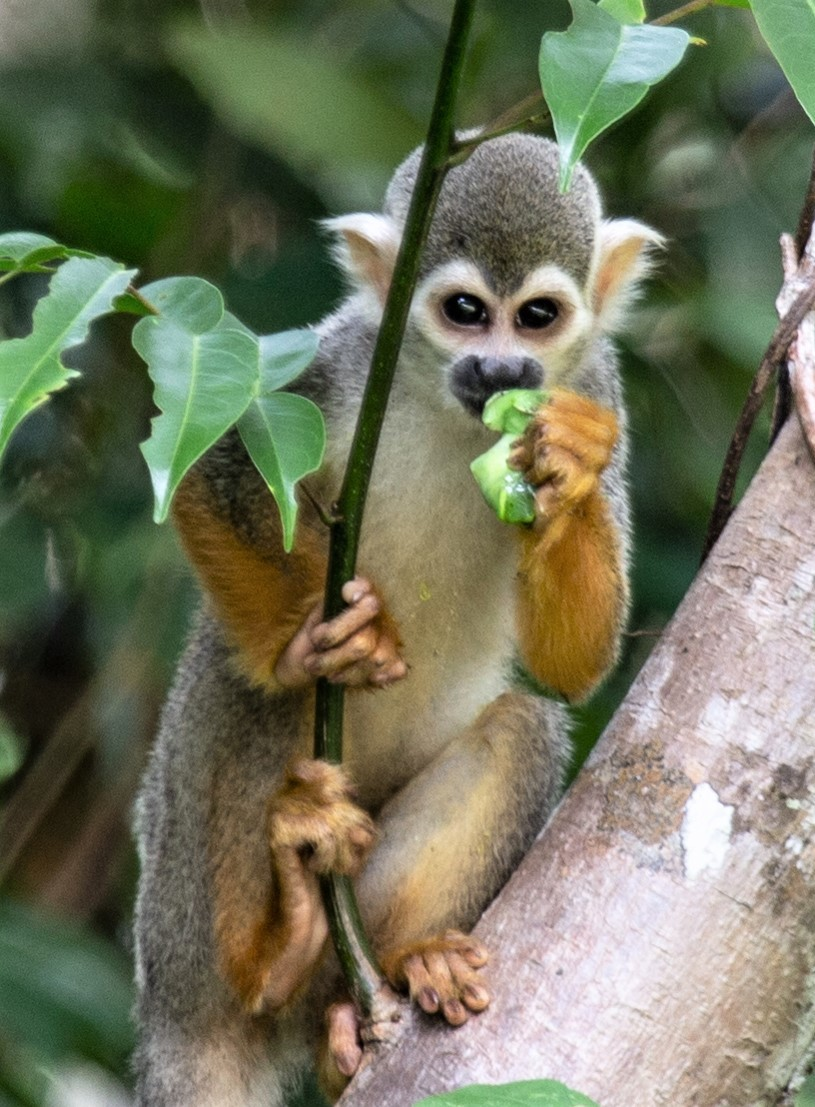
Guyana-Totenkopfaffe

Der Guyana-Totenkopfaffe (Saimiri sciureus), früher Gewöhnlicher Totenkopfaffe genannt, ist eine Primatenart aus der Gruppe der Neuweltaffen.

## Merkmale
Guyana-Totenkopfaffen sind wie alle Totenkopfaffen relativ kleine Primaten. Männchen erreichen eine Kopfrumpflänge von 25 bis 37 Zentimetern, der Schwanz wird 36 bis 40 Zentimeter lang. Das Gewicht beträgt 550 bis 1400 Gramm. Weibchen sind in der Regel etwas kleiner und erreichen eine Kopfrumpflänge von 25 bis 34 Zentimetern, der Schwanz wird 36 bis 47 Zentimeter lang und das Gewicht beträgt 550 bis 1200 Gramm. Das Fell dieser Tiere ist vorwiegend grau oder graugrün gefärbt, der Bauch ist heller. Das Gesicht, die Kehle und die Ohrbüschel sind weiß, der Bereich um den Mund ist dunkel. Die Oberseite des Kopfes ist grau oder graugrün, diese Färbung ragt zwischen den Augen V-förmig nach unten. Die Unterarme, Hände und Füße sind bei den meisten Tieren orange-gelb gefärbt.

## Verbreitung und Lebensraum
Guyana-Totenkopfaffen sind im nordöstlichen Südamerika beheimatet. Ihr Verbreitungsgebiet liegt nördlich des Amazonas und östlich des Rio Negro und des Rio Demini, einem linken Nebenfluss des Rio Negro, und umfasst damit neben dem Brasilien auch Guyana, Suriname und Französisch-Guayana. Die im östlichen Brasilien südlich des Amazonas lebenden Totenkopfaffen zählen seit 2014 zur Art Saimiri collinsi.
Ihr Lebensraum sind Primär- und Sekundärwälder, zeitweise überschwemmte Wälder, Galeriewälder, Sumpfwälder und Mangroven.

## Lebensweise
Diese Primaten sind tagaktive Baumbewohner, die sich eher in der unteren Baumregion aufhalten. Sie bewegen sich meist auf allen vieren fort, sind dabei aber sehr schnell und geschickt.
Sie leben in Gruppen, die aber kleiner als bei anderen Totenkopfaffen sind und meist aus 15 bis 30 Tieren bestehen. Gruppen bestehen aus mehreren Männchen und Weibchen sowie den gemeinsamen Jungtieren. Innerhalb der Gruppe etablieren sie eine Rangordnung, die unter anderem in heftigen Kämpfen ermittelt wird.

## Nahrung

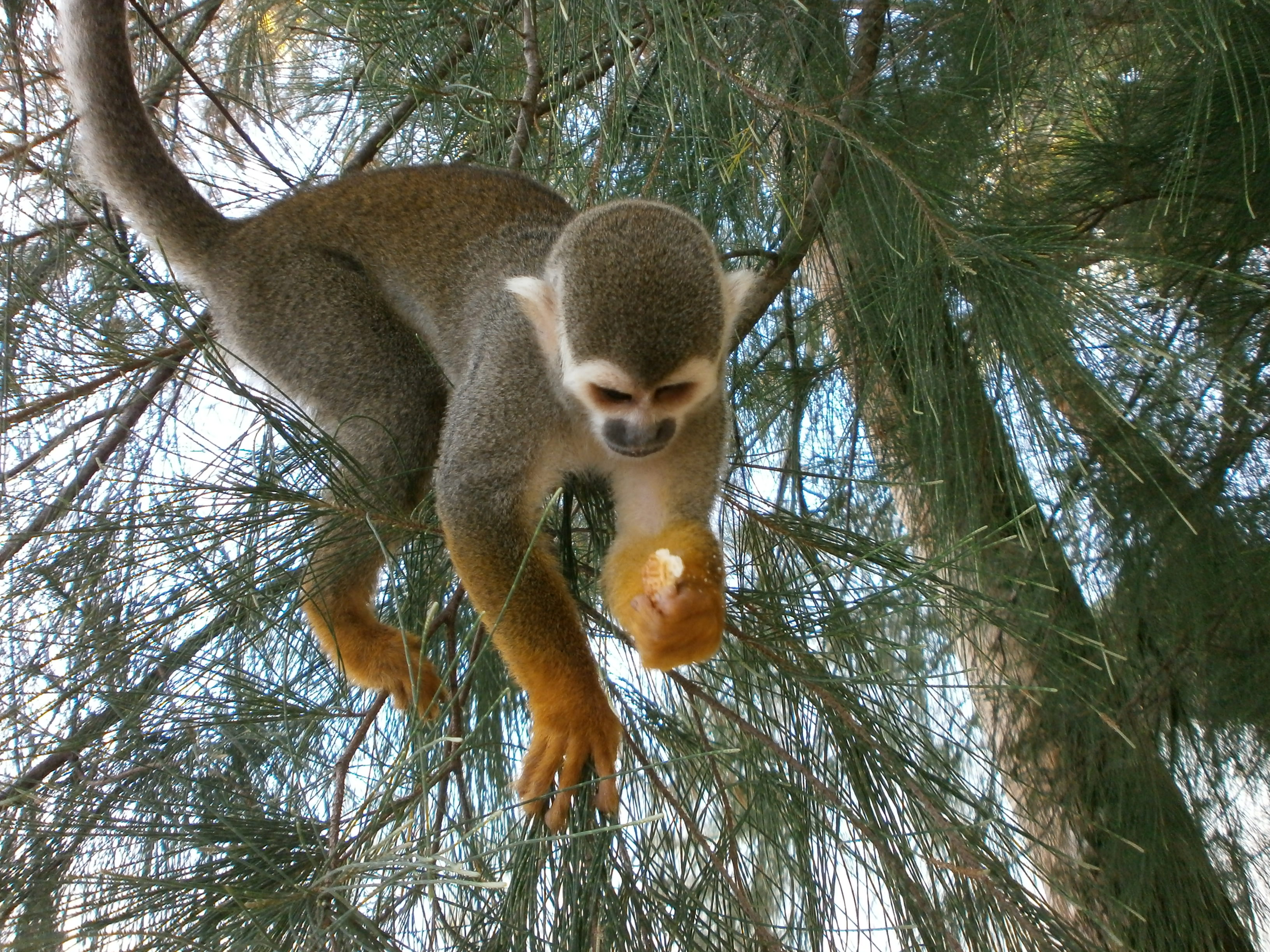
Guyana-Totenkopfaffe

Guyana-Totenkopfaffen ernähren sich vorwiegend von Insekten und Früchten, deren Anteil je nach Jahreszeit variieren kann. Die Jagd auf Insekten nimmt den größten Teil des Tages in Anspruch (bis zu 50 % des Tages), das Fressen der Früchte nur rund 10 %. Die Nahrungskonkurrenz innerhalb der Gruppe ist hoch.
Neben Früchten und Insekten verzehren sie gelegentlich auch Nektar, Blüten, Knospen, Blätter und kleine Wirbeltiere.

## Fortpflanzung
Während der Fortpflanzungsperiode von August bis Oktober nehmen die Männchen um bis zu 20 % an Gewicht zu und werden aggressiver. In der Regel pflanzen sich nur ein oder zwei Männchen der Gruppe fort, und zwar die, die am meisten zugenommen haben. Nach einer rund 150-tägigen Tragzeit bringen die Weibchen zwischen Februar und April meist ein einzelnes Jungtier zur Welt. Die Geburten innerhalb einer Gruppe sind synchronisiert und erfolgen innerhalb einer Woche.
Die Jungenaufzucht ist nahezu alleinige Aufgabe der Weibchen, die Männchen beteiligen sich allerdings an der Bewachung vor Fressfeinden. Nach etwa zwei bis vier Monaten werden die Jungtiere selbstständiger. Weibchen werden mit 2,5 und Männchen mit 3,5 Jahren geschlechtsreif. Beide Geschlechter verlassen dann ihre Geburtsgruppe.

## Systematik
Der Guyana-Totenkopfaffe wurde 1758 durch den schwedischen Naturforscher Carl von Linné in seiner Systema Naturae erstmals beschrieben und bekam dabei die Bezeichnung Simia sciurea, abgeleitet von Sciurus, dem wissenschaftlichen Gattungsnamen der Eichhörnchen. Die Gattung Saimiri wurde 1831 durch den deutschen Zoologen Friedrich Siegmund Voigt eingeführt. Lange Zeit wurden alle südamerikanischen Totenkopfaffen unter der Bezeichnung Saimiri sciureus geführt und nur der Mittelamerikanische Totenkopfaffe (Saimiri oerstedii) war als weitere Art anerkannt. Im 2013 erschienen Primatenband des Handbook of the Mammals of the World, einem Standardwerk zur Säugetierkunde, werden sechs südamerikanische Arten der Totenkopfaffen unterschieden und Saimiri sciureus in zwei Unterarten unterteilt, S. s. sciureus nördlich des unteren Amazonas und S. s. collinsi südlich des unteren Amazonas. Letztere gilt seit 2014 als eigenständige Art.

## Gefährdung
Guyana-Totenkopfaffen sind weit verbreitet. Mancherorts leiden sie an der Zerstörung und Zerstückelung ihres Lebensraums, sie sind aber anpassungsfähiger als andere Neuweltaffen. Wegen ihres Fleisches werden sie kaum bejagt, wohl aber, um sie zu Heimtieren zu machen. Insgesamt ist die Art laut IUCN „nicht gefährdet“ (least concern).